# Eostaffellinae
Eostaffellinae es una subfamilia de foraminíferos bentónicos de la familia Eostaffellidae, de la superfamilia Fusulinoidea, del suborden Fusulinina y del orden Fusulinida. Su rango cronoestratigráfico abarca desde el Pennsylvaniense (Carbonífero superior) hasta el Cisuraliense (Pérmico inferior).

## Discusión
Clasificaciones más recientes incluyen Eostaffellinae en la superfamilia Ozawainelloidea, y en la subclase Fusulinana de la clase Fusulinata.

## Clasificación
Eostaffellinae incluye al siguiente género:
- Eostaffella †
- Mediocris †
- Neomillerella †
- Varistaffella †

Otros géneros considerados en Eostaffellinae son:
- Eostaffellina †, considerado un subgénero de Eostaffella †
- Plectostaffella †, considerado un subgénero de Eostaffella †
- Praeostaffellina †
- Praeplectostaffella †